# Лиценз
Лиценз или лицензия е дума от латински произход, означаваща разрешение за извършване на определено действие. Юридическият термин се отнася за документ или административен акт, с който се дава разрешение от единственото лице, организация или от държавата, овластени да дадат такова разрешение.
Лицензът определя конкретните дейности, които са разрешени и конкретните условия, които трябва да се спазват. За разлика от договорите, в най-общия случай лицензът е тясно свързан със законите на държавата и неспазването на предвидените условия автоматично отнема разрешението за извършване на посочената дейност.
Примери за лицензи са лицензия за пощенски услуги, за извършване на приватизационни сделки, давани от държавата, или разрешителното за лов или риболов.
Лицензът за свободна документация на ГНУ е пример за лиценз за отворено съдържание. Той се основава на законите за авторско право в различните държави, според които единствено авторът на дадено интелектуално творение може да разреши ползването, разпространението и/или промяната му. Ако авторът избере за произведението си Лиценза за свободна документация на ГНУ, той дава на всеки правото и техническата възможност да ползва, разпространява и променя произведението, стига новите му версии да се предлагат със същия лиценз и условия. Никой издател не може да откаже да отстъпи правата за промяна и разпространение, защото в този случай самият той губи правата за разпространението му; прилагането на лиценза за Уикипедия гарантира, че натрупаните знания ще останат достъпни.